# 2010年亚洲运动会吉尔吉斯斯坦代表团
2010年亚洲运动会吉尔吉斯斯坦代表团一共有138名运动员参赛，其中男运动员105人，女运动员35人。
奖牌榜：
| 名次 | 代表团  | 金牌 | 银牌 | 铜牌 | 总数 |
| ---- | ------- | ---- | ---- | ---- | ---- |
| 25   | （KGZ） | 1    | 2    | 2    | 5    |

## 奖牌获得者

### 金牌
1. 达尼亚尔-科博诺夫：摔跤 - 男子古典式74公斤级

### 银牌
1. 卡尼别克-若尔丘别科夫：摔跤 - 男子古典式55公斤级
2. 尤金-瓦克尔：自行车-公路赛 - 男子公路个人计时赛

### 铜牌
1. 亚历山大-帕罗尔：皮划艇-静水 - 男子单人皮艇1000米
2. 贾纳尔别克-肯杰夫：摔跤 - 男子古典式84公斤级